# Vía Augusta (Barcelona)

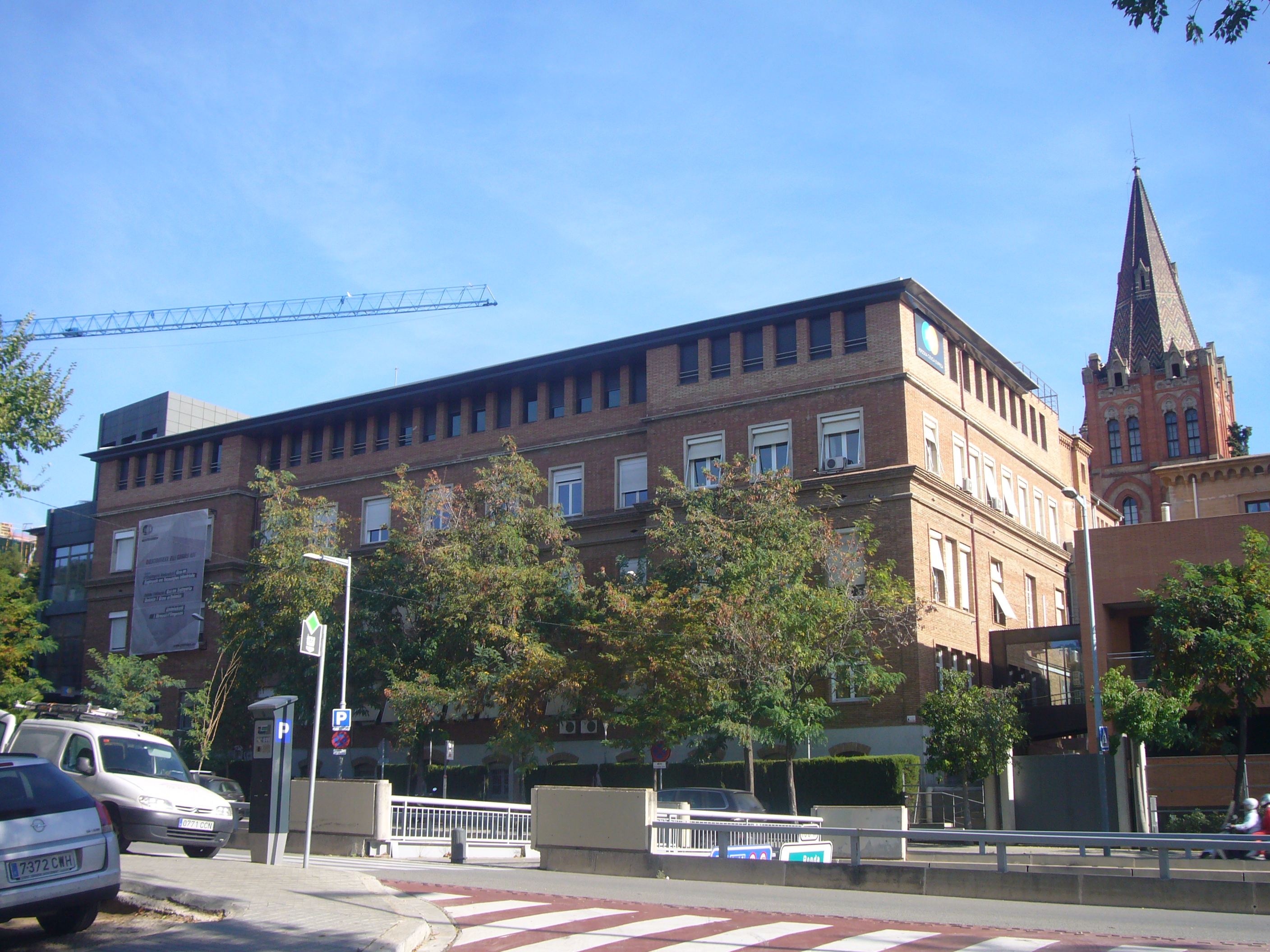
Instituto Químico de Sarriá, situado en la vía Augusta.

La vía Augusta es una avenida de Barcelona (España), situada en el límite entre los distritos de Gracia y Sarriá-San Gervasio. Une los túneles de Vallvidrera con la avenida Diagonal, con una intersección con la ronda del General Mitre. En ella se encuentra el Instituto Químico de Sarriá (IQS), institución educativa de la Universidad Ramon Llull, y la iglesia de Santa Teresa del Niño Jesús.
La denominación actual fue aprobada el 20 de agosto de 1940 —aunque el nombre de Augusta ya lo llevaba desde el 6 de diciembre de 1931— y lo toma de la Vía Augusta, la calzada romana más larga de Hispania, que unía Cádiz (España) con Narbona (Francia) y pasaba cerca de Barcino.